# Jüdischer Friedhof (Hausberge)

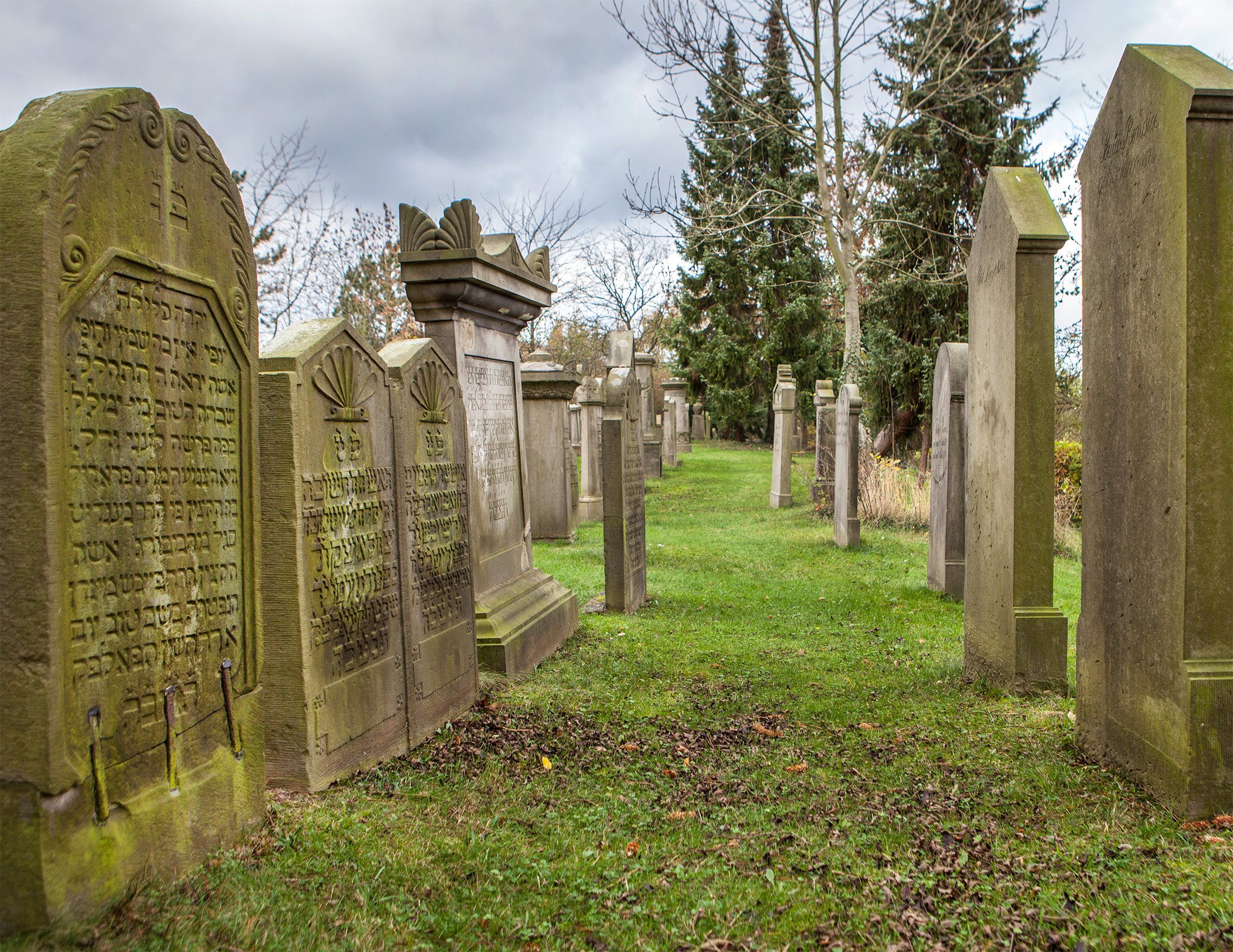
Der jüdische Friedhof in Hausberge

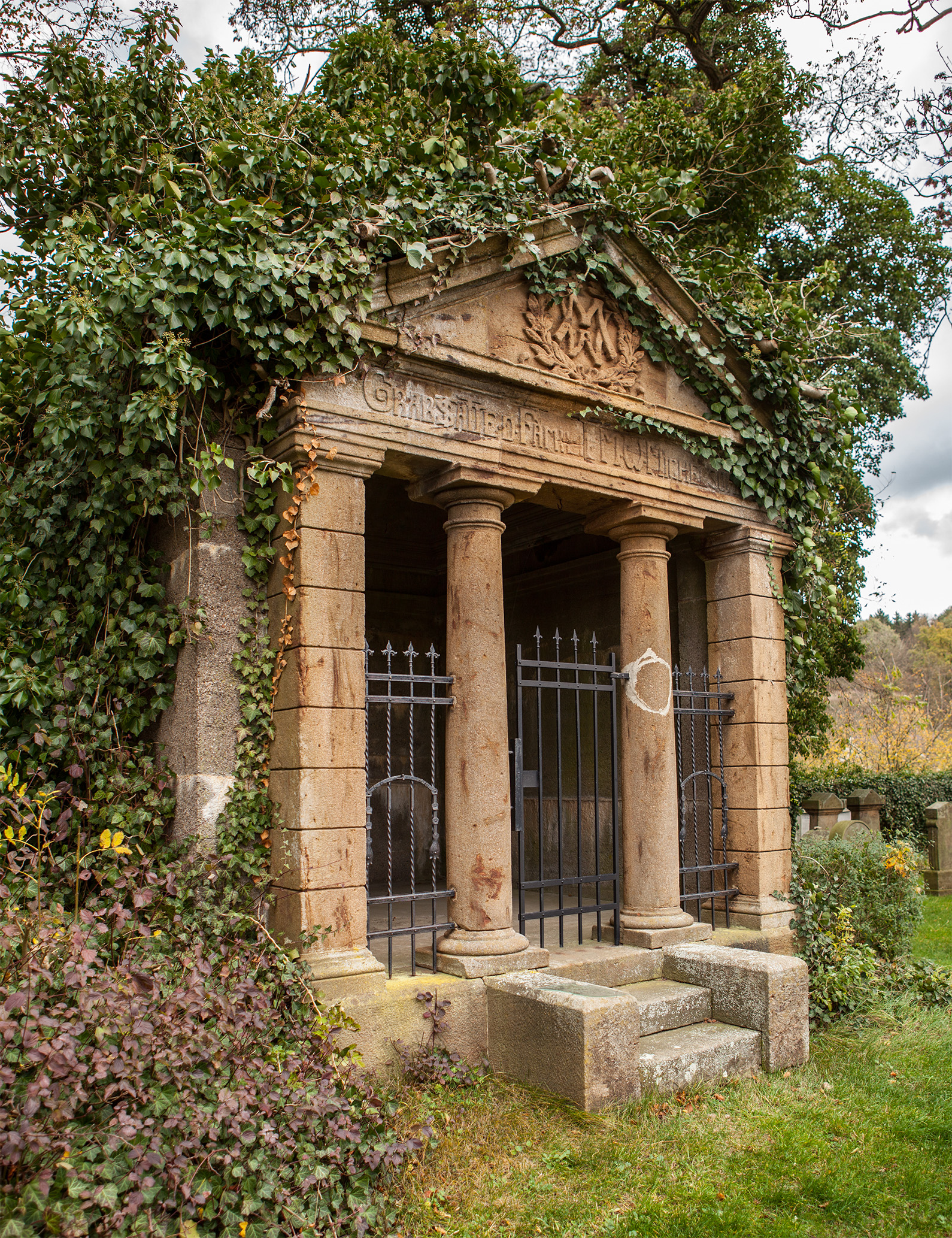
Mausoleum der Familie Michelsohn

Der Jüdische Friedhof Hausberge liegt in Hausberge, einem Ortsteil von Porta Westfalica im Kreis Minden-Lübbecke in Nordrhein-Westfalen. Der geschlossene Friedhof befindet sich auf einem Hügelkamm, nördlich der Kempstraße und ist mit der Nummer 0197 als Baudenkmal in die städtische Denkmalliste eingetragen.

## Geschichte und Beschreibung
Die genaue Entstehung des Jüdischen Friedhofs in Hausberge ist nicht bekannt. Erstmals schriftlich erwähnt wurde der Friedhof 1618/21. Die ältesten erhaltenen Grabsteine reichen bis in das frühe 19. Jahrhundert zurück. Auf den dicht in Reihe angeordneten Gräbern sind noch viele gut erhaltene Grabsteine von überdurchschnittlicher Qualität erhalten. Am Haupteingang des Friedhofs befindet sich das Urnen-Mausoleum der Familie Michelsohn, in Form eines kleinen Säulenportikus. Von Mai bis Oktober 2015 wurde das Urnen-Mausoleum aufgrund einer Initiative von der Gesamtschule Porta Westfalica saniert. Insgesamt wurden 15.000 Euro eingesetzt; 10.000 Euro hat die Deutsche Stiftung Denkmalschutz bewilligt, die restlichen 5.000 Euro sind durch Privatspenden von den Schülern eingeworben worden.
Auf dem Hausberger Friedhof wurden zunächst nur die Verstorbenen der jüdischen Gemeinde von Hausberge beerdigt, ab Anfang des 18. Jahrhunderts auch die der jüdischen Gemeinde von Minden und Umgebung, nachdem der jüdische Friedhof von Minden dem damaligen Ausbau der Stadtbefestigung weichen musste. In der Südostecke des Friedhofs befindet sich die kleine Parzelle für die Juden aus Hausberge, der größere, westliche Bereich des Friedhofs ist Teil der jüdischen Gemeinde von Minden.
In einem einfachen Grab auf dem Friedhof wurde 1992 Otto Michelsohn beigesetzt, der in der Zeit des Holocaust vielen Juden zur Flucht verhalf. Auf dem Friedhof befinden sich ebenfalls zwei Gedenkplatten für die Eltern von Otto Michelson, die 1958 und 1964 in Südamerika starben.